# 양색성

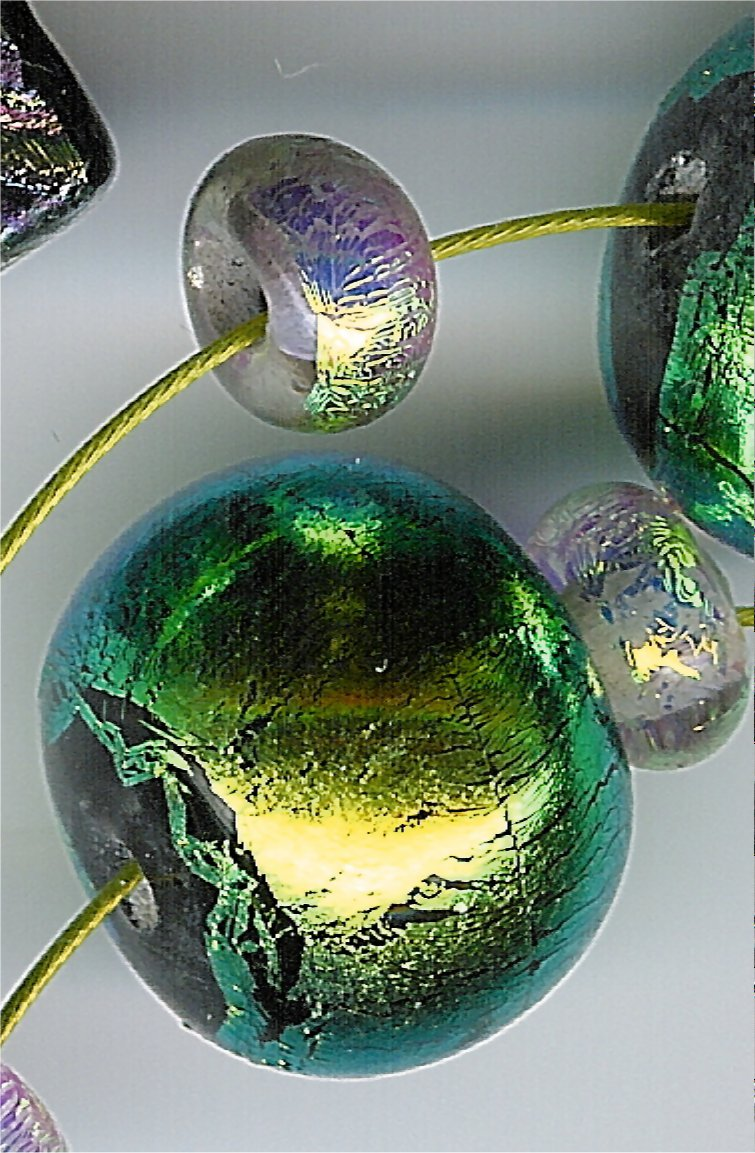
양색성 유리 구슬

양색성(dichroisim)은 가시광이 다른 파장의 색의 구분이 되는 빔으로 갈라지게 하거나 다른 편광의 광선을 다른 비율만큼 흡수하는 성질을 말한다. 광학에서 구분이 되지만 관련된 의미를 지닌다.
양색성의 원래 의미는 두 색이라는 뜻으로 광 빔을 다른 파장의 두 빔으로 나눌 수 있는 광학 소자를 말하였다. 그러한 소자는 거울과 양색성 필터를 포함하는데 보통 광학 코팅 처리가 된다. 그것은 파장의 특정 영역에서 빛을 반사하게 설계되어 있다. 예로는 양색성 프리즘은 약간의 캠코더에 사용되는데 빛을 붉은색, 녹색, 파란색으로 각각의 CCD로 나누기 위해 여러 코팅을 사용한다. 이런 종류의 양색성 소자는 대개 빛의 편광에 의존하지 않는다.

## 같이 보기
- 복굴절